# Conversations with Myself
Conversations with Myself — альбом 1963 года американского джазового пианиста Билла Эванса, записанный для Verve Records.

## Предыстория
Во время студийных сессий 6 и 9 февраля, а также 20 мая 1963 года Эванс записывался на фортепиано Steinway CD 318 — «любимом» инструменте классического пианиста Гленна Гульда, который был «ценителем творчества Эванса», — используя метод наложения трёх разных, но соответствующих друг другу фортепианных дорожек для каждой песни. Проект поставил перед Эвансом и его продюсером Кридом Тейлором серьёзные «технические и музыкальные задачи».

Поскольку в то время этот метод считался спорным в джазовых кругах, Эванс включил «Заявление» в примечания к оригинальному альбому (переизданному на компакт-диске в 1997 году), в котором он написал:
Существует точка зрения, согласно которой любая записанная музыка, которую нельзя воспроизвести в живом исполнении, является «уловкой» и, следовательно, не должна рассматриваться как чисто музыкальное произведение. Поскольку процедура исполнения и записи, использованная в этой записи, может вызвать у некоторых сомнения по этому поводу, я попросил предоставить мне возможность заявить о своей твёрдой вере в целостность идеи, на которой был основан этот альбом, и привести некоторые доводы в её поддержку.
Для человека, который использует музыку как средство выражения идей, чувств, образов или чего-то ещё, всё, что облегчает это выражение, является его инструментом. ... Я помню, что при записи отрывков, когда я слушал первый трек, играя на втором, и первые два, играя на третьем, процесс представлял собой искусственное дублирование одновременного исполнения, поскольку каждый трек представлял собой музыкальный разум, реагирующий на другой музыкальный разум или умы.
Можно было бы возразить, что во всех трёх выступлениях участвовал один и тот же человек, но я чувствую, что это не совсем так. Функции каждого трека отличаются друг от друга, и, как и в случае с речью, когда человек делает заявления, он находится в другом состоянии, чем когда отвечает на заявления или комментирует обмен репликами в первых двух случаях; поэтому я чувствую, что музыка здесь больше похожа на «трио», чем на сольное выступление.
Ещё одним условием, которое следует учитывать, является тот факт, что я знаю свои музыкальные приёмы лучше, чем кто-либо другой, поэтому, как мне кажется, я способен наиболее точно и ясно ответить на заявления моих предшественников-музыкантов.
Эванс продолжил работу над Conversations with Myself, выпустив Further Conversations with Myself (1967) и New Conversations (1978), которые также были записаны с наложенными поверх них фортепианными треками.

## Предшествующие события
Эванс был не первым джазовым музыкантом, использовавшим наложение. В 1941 году Сидни Беше сделал экспериментальную запись песни «The Sheik of Araby». Кроме того, эту технику активно использовал гитарист Лес Пол, а Розмари Клуни наложила вокал на предварительно записанные треки биг-бэнда, созданные Дюком Эллингтоном для альбома Blue Rose (1956), среди прочих примеров. Наиболее примечательно, что пианист Ленни Тристано, оказавший значительное влияние на Эванса, широко использовал наложение в одноимённом альбоме, записанном в 1955 году. Биограф Эванса Питер Петтинджер отмечает, что эта запись была "технически, хотя и не музыкально, предшественницей" амбициозного альбома Эванса.

## Репертуар
Conversations with Myself включают пять джазовых стандартов, а также три композиции Телониуса Монка. Для одной из пьес Монка, "Blue Monk," Эванс использует только две фортепианные партии вместо трёх, которые он использовал для всех остальных композиций. Другая мелодия Монка, «Bemsha Swing», не вошла в оригинальный LP, но была высоко оценена менеджером Эванса Хелен Кин и восстановлена для релизов на CD вместе с интерпретацией Эвансом «A Sleepin' Bee» Гарольда Арлена.
Первой композицией, записанной для альбома, была новая оригинальная песня Эванса "N.Y.C.'s No Lark", "задумчивая" композиция в память о друге Эванса и его коллеге по джазовому пианисту Сонни Кларку, который умер за месяц до того, как Эванс начал работу над этим альбомом. Название произведения представляет собой анаграмму, основанную на имени Кларка, а его раздел «B» отсылает к «Жар-птице» Игоря Стравинского, «которая рассказывает историю смерти и преображения».
Программу завершает сложная разработка любовной темы, написанной Алексом Нортом для фильма Стэнли Кубрика «Спартак» 1960 года, который Эванс смотрел в автокинотеатре со своим другом пианистом Уорреном Бернхардтом. Бернхардт вспоминал, что во время фильма Эванс сказал: «О, вау, послушайте эту тему, это прекрасная тема». Биограф Эванса Кит Шедвик описывает это высоко оценённое выступление как «совершенно вдохновенное... Оно выходит за рамки того, что было сделано в других местах альбома... Здесь темп, контраст и драма, которые происходят во время обмена репликами, являются постоянным чудом. Эванс идёт на огромный риск, такой как чудесный узор быстрых линий правой руки, расшивающих финальную коллективную импровизацию».

## Приём
| Оценки критиков                      | Оценки критиков         |
| Источник                             | Оценка                  |
| ------------------------------------ | ----------------------- |
| DownBeat                             | · (Original Lp release) |
| AllMusic                             | [ 14 ]                  |
| All About Jazz                       | [ 15 ]                  |
| The Penguin Guide to Jazz Recordings | [ 16 ]                  |

Альбом принёс Эвансу его первую премию Грэмми в 1964 году в номинации «Лучшее инструментальное джазовое исполнение (Солист или небольшая группа)», а также получил 5-звездочный обзор в DownBeat в 1963 году.
В своей статье для AllMusic музыкальный критик Майкл Г. Настос сказал:
Безусловно, это один из самых необычных альбомов в дискографии исполнителя, чья последовательность так же очевидна, как и в современном джазе, и ничто не должно помешать вам приобрести этот единственный в своём роде альбом, который в некотором смысле устанавливает технологический стандарт для популярной музыки и джаза на будущее.

Джейсон Лэппли из All About Jazz написал:
[Альбом] мгновенно стал классикой для джазового сообщества. Работа Эванса над десятью композициями, вошедшими в этот альбом, по-настоящему вдохновляющая и удивительная. [Это] знакомство с творчеством исполнителя на более высоком уровне выражения действительно очень полезно. Однако для обычного слушателя я бы не рекомендовал этот диск. Музыкальный словарь достаточно сложен, так что порой теряется простая красота песен и игры Эванса.
Петтинджер, сам концертирующий пианист, называет альбом "произведением ошеломляющего ресурса и красоты, которое особенно ценят (но не только) профессиональные пианисты". Шедвик отмечает, что Эванс придавал "каждой записанной фортепианной партии ритмическую, гармоническую и мелодическую роль, непосредственно параллельную работе его собственного трио". Он также отмечает, что альбом был выпущен "под всеобщее одобрение критиков". и что он считает её "самой почитаемой" записью пианиста после единственной "записи 1961 года live-at-the-Vanguard".

## Переиздания
В 1984 году лейбл Verve выпустил альбом на компакт-диске, а в 1997 году — обновлённое переиздание в цифровом формате «Verve Master Edition».

## Список треков
1. "'Round Midnight" (Монк, Уильямс) – 6:35
2. "How About You?" (Лейн, Ральф Фрид) – 2:50
3. "Spartacus Love Theme" (Алекс Норт) – 5:10
4. "Blue Monk" (Монк) – 4:32
5. "Stella by Starlight" (Янг, Вашингтон) – 4:52
6. "Hey There" (Ричард Адлер, Росс) – 4:31
7. "N.Y.C.'s No Lark" (Билл Эанс) – 5:36
8. "Just You, Just Me" (Джесс Грир, Реймонд Клейджес) – 2:37
9. "Bemsha Swing" (Дензил Бест, Монк) – 2:56
10. "A Sleepin' Bee" (Арлен, Капоте) – 4:10

Треки 9 и 10 не входят в оригинальный выпуск пластинки. Трек 7 записан 6 февраля 1963 года; треки 1, 2, 5, 6, 8-10 — 9 февраля; треки 3 и 4 записаны 20 мая 1963 года.

## Персонал
- Билл Эванс - фортепиано
- Крид Тейлор - продюсер

## Наследие
Помимо собственных поздних альбомов Эванса, в которых использовалась наложение, ряд пианистов, восхищавшихся Эвансом, использовали эту технику в своих записях. Композитор-минималистТерри Райли, который несколько раз высоко отзывался об Эвансе и включил его в свой «Пантеон» «учителей и героев», использовал наложение различных типов клавишных инструментов для своего альбома 1969 года A Rainbow in Curved Air.
Гленн Гульд, чьё фортепиано, как отмечалось выше, Эванс использовал для записи Conversations with Myself, позже сам наложил поверх некоторые из своих транскрипций сложной музыки Рихарда Вагнера, которую он записал в 1973 году.
В 1994 году Фред Херш использовал наложение звука для одного трека в своём альбоме I Never Told You: Fred Hersch Plays Johnny Mandel. Произведение Джонни Мэндела, которое он выбрал для такой обработки, «Seascape», было впервые записано Эвансом в 1977 году для его альбома I Will Say Goodbye. Херш пишет в аннотации, что он был «близко знаком с замечательным трёхтрековым альбомом Conversations with Myself» «легендарного пианиста Билла Эванса».
Кроме того, в трибьют-альбоме 1997 года Conversations with Bill Evans, французским пианистом-классиком Жан-Ивом Тибоде использовал наложение для записей двух произведений, которые Эванс также записал таким образом, собственной песни Эванса "Song for Helen" (из New Conversations) и "Love Theme из Spartacus" (из оригинала). Тибоде отметил по поводу последнего: «Пытаясь синхронизировать эти быстрые 32-тактовые пассажи, я вдруг начал придумывать свои собственные партии. Это не было запланировано, я просто сделал это под влиянием момента, играя самые разные вещи, основанные на том, что изначально играл Билл».